# Zikmund Jiří z Ditrichštejna
Zikmund Jiří z Ditrichštejna (německy Siegmund Georg von Dietrichstein, 2. září 1526 zámek Holenburg, Korutany - 25. července 1593 tamtéž) byl rakouský šlechtic, svobodný pán z Ditrichštejna-Holenburgu v Korutanech.

## Život

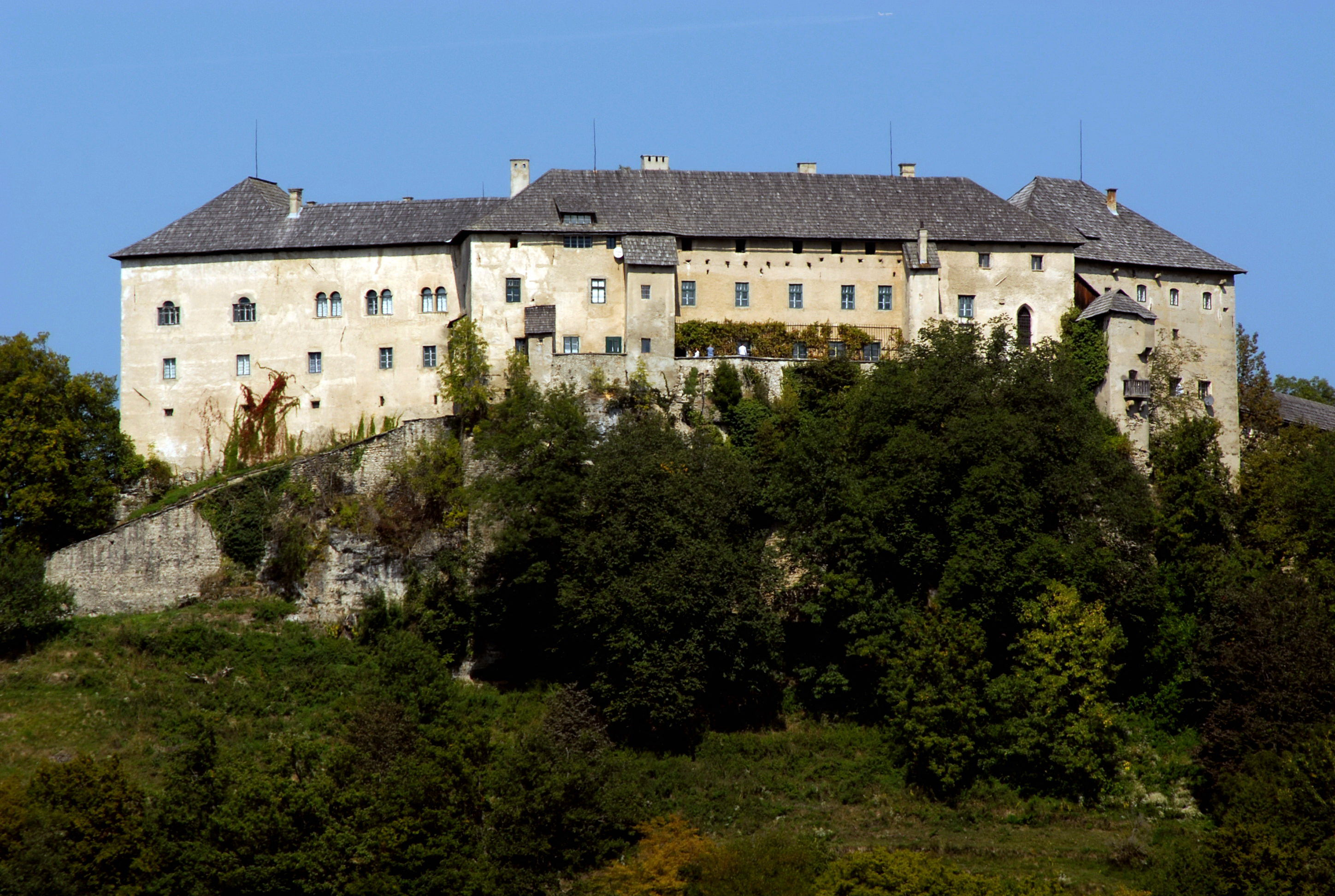
Hrad Holenburg, Korutany

Narodil se jako nejstarší syn svobodného pána Zikmunda z Ditrichštejna (1484 - 1533), pána na Holenburgu, Finkensteinu a Talburgu, a jeho manželky Barbory z Rothalu, svobodné paní z Talbergu (1500 - 1550), nemanželské dcery císaře Maxmiliána I. Habsburského (1459 - 1519) a Markéty z Rapachu († 1522) a byl tak (nelegitimním) bratrancem císařů Karla V. a Ferdinanda I.  Jeho prarodiči otcovy strany byli Pankrác z Ditrichštejna (1446 - 1508) a Barbora Gosslová z Thurnu († 1518).
Měl mladší bratry Adama (1527-1590) a Karla (1532-1562), kteří Dva bratři Jiří a Adam rozdělují Holenburg na dvě větve. Adam získal moravské panství Mikulov (Nikolsburg).
8. července 1514 udělil císař Maxmilián I. jeho otci Zikmundovi a všem jeho legitimním potomkům dědičný titul svobodných pánů Svaté říše římské a téhož roku mu prodal hrad Holenburg.
Zikmund Jiří z Ditrichštejna se stal protestantem. Zemřel 25. července 1593 v Holenburském zámku v Korutanech ve věku 66 let.
Jeho potomci byli povýšeni v roce 1651 do říšského hraběcího stavu a v roce 1684 na říšská knížata. V mužské linii rod vyhasl v roce 1861 v osobě Jana Duclase.

## Rodina

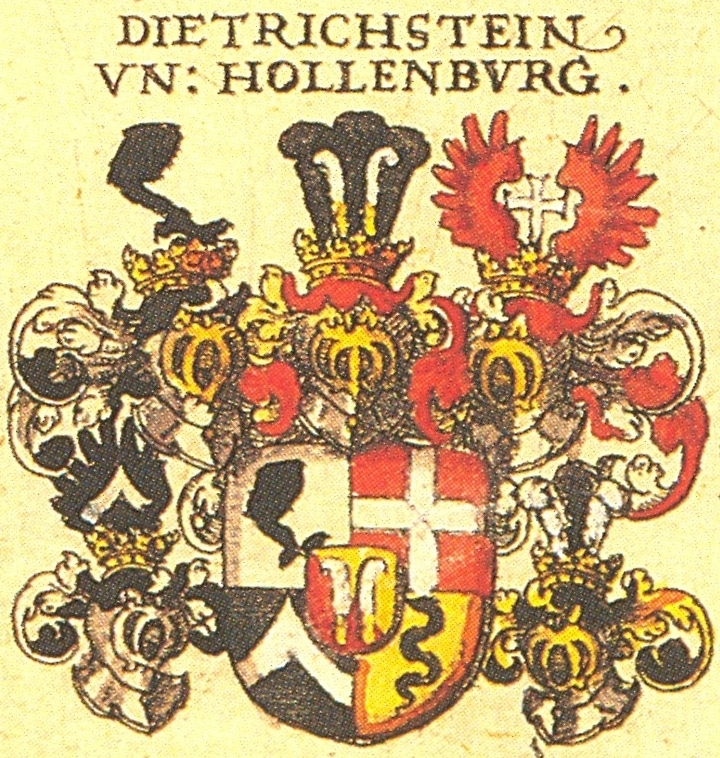
Erb rodu Ditrichštejn-Holenburg, kolem roku 1600

Zikmund Jiří z Ditrichštejna se 6. května 1554 oženil s Annou Marií ze Starhembergu (26. dubna 1537 - 26. dubna 1597 v Klagenfurtu), dcerou Erasma I. 'Starého' ze Starhemberg-Wildburgu (1503 - 1560) a jeho manželky Anny ze Schaunbergu (1513 - 1551). Měli 22 dětí:  
- Marie Magdalena (asi 15. června 1555 - 26. října 1581), provdaná 10. února 1572 za Wolfganga Sch...
- Erasmus (6. prosince 1556 - kolem 18. listopadu 1583)
- Anna Marie (7. prosince 1557 - 5. března 1586), provdaná 1. ledna 1575 za hraběte Julia I. ze Salm-Neuburgu (1531 - 1595)
- Zikmund (26. května 1559 - 5. ledna 1569)
- Jiří Jindřich (Viktor) z Ditrichštejna (13. září 1560 - 16. listopadu 1597), svobodný pán z Ditrichštejna-Finkensteinu a Holenburgu, sňatek 11. ledna 1587 s Marií z Welz-Ebersteinovou; měl jednu dceru
- Ester (18. prosince 1561 - kolem roku 1584), provdaná 18. listopadu 1584 za Hannibala z Ecku
- Jan (1562 - 1579? )
- dcera (*/† 1563)
- Barbora Alžběta (24. ledna 1564 - asi 18. srpna 1583), provdaná 6. ledna 1581 za Wolfa Jörgera z Toletu
- Karel (22. ledna 1565 - 1601), ženatý od 2. ledna 1594 s Alžbětou z Ecku
- Regina (18. září 1567 - 1618, Štýrský Hradec), provdaná I. od 10. listopadu 1583 za hraběte Ondřeje II. z Windisch-Grätze (1567 - 1600), II. za Karla z Ecku († cca 1610)
- Johana (23. prosince 1568 - 6. července 1570)
- Marie (asi 1569 - asi 1569)
- Gundakar (14. května 1570 - 1578)
- Adam (6. května 1571 - 2. března 1580)
- Eva (13. července 1572 - 7. prosince 1581)
- Jan Jindřich (5. 8. 1573 - 1602), ženatý od 30. 8. 1598 s Marií z Ditrichštejna
- Gottfried Mořic (5. listopadu 1575 - 4. října 1586)
- Marie Salome (16. ledna 1577 - 1601), provdaná roku 1601 za Davida z Prösingu
- Bartoloměj z Ditrichštejna-Holenburg (7. dubna 1579 - březen 1635, Hanau), svobodný pán z Ditrichštejna-Holenburgu, ženatý od roku 1601 s Alžbětou Joelovou z Franking, dědičkou Reedau († 1635), měl několik dětí
- dítě (22. března 1581 - asi 1581)
- Pavel (24. ledna 1583 - 1621), ženatý I. od 22. ledna 1609 s Marií Annou Pücklerovou z Groditz († kolem 24. ledna 1616), II. dne 3. července 1617 s Alžbětou Berkovou z Dubé a Lipé